# Albinismo em humanos

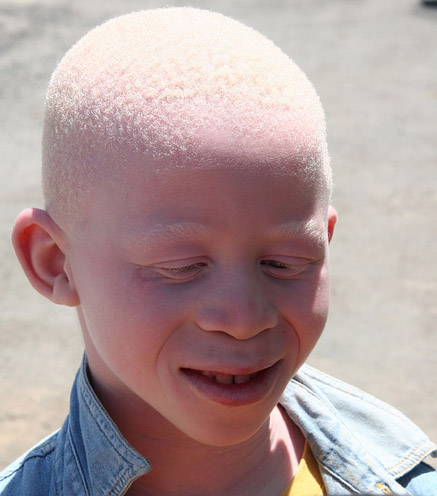
Menino africano com albinismo

O albinismo apresenta-se a partir do nascimento, sendo caracterizado pela ausência completa ou parcial de pigmento na pele, cabelos e olhos. Está associado a problemas de visão, incluindo diminuição da acuidade visual, sensibilidade à luz, déficits de visão binocular, erros de refração e nistagmo. As pessoas também são mais susceptíveis a queimaduras solares e cancros de pele.
O albinismo deve-se a mutações genéticas que resultam numa diminuição da capacidade de produzir ou distribuir melanina. Pelo menos 7 mutações autossómicas recessivas diferentes podem resultar em albinismo e a condição também está presente como parte de várias síndromes, incluindo a síndrome de Hermansky-Pudlak e Chédiak-Higashi. O diagnóstico geralmente é realizado com base num exame e pode ser apoiado por testes genéticos.
O tratamento envolve proteção solar ao longo da vida, como o uso de roupas protetoras, protetor solar, óculos escuros e evitar a luz ultravioleta. A triagem para o cancro de pele é recomendada pelo menos anualmente, com o entendimento de que os melanomas serão rosados e não escuros. Exames oftalmológicos frequentes também são recomendados. Cerca de 1 em 20 mil pessoas são afetadas. Existe estigma relativamente ao albinismo em muitas áreas do mundo. O termo vem do latim albus, que significa "branco".